# سوريش كومار خانا
سوريش كومار خانا (بالهندية: सुरेश कुमार खन्ना)‏ (بالإنجليزية: Suresh Kumar Khanna)‏ هو سياسي هندي، ولد في 6 مايو 1953. حزبياً، نشط في بهاراتيا جاناتا.